# Poitzen

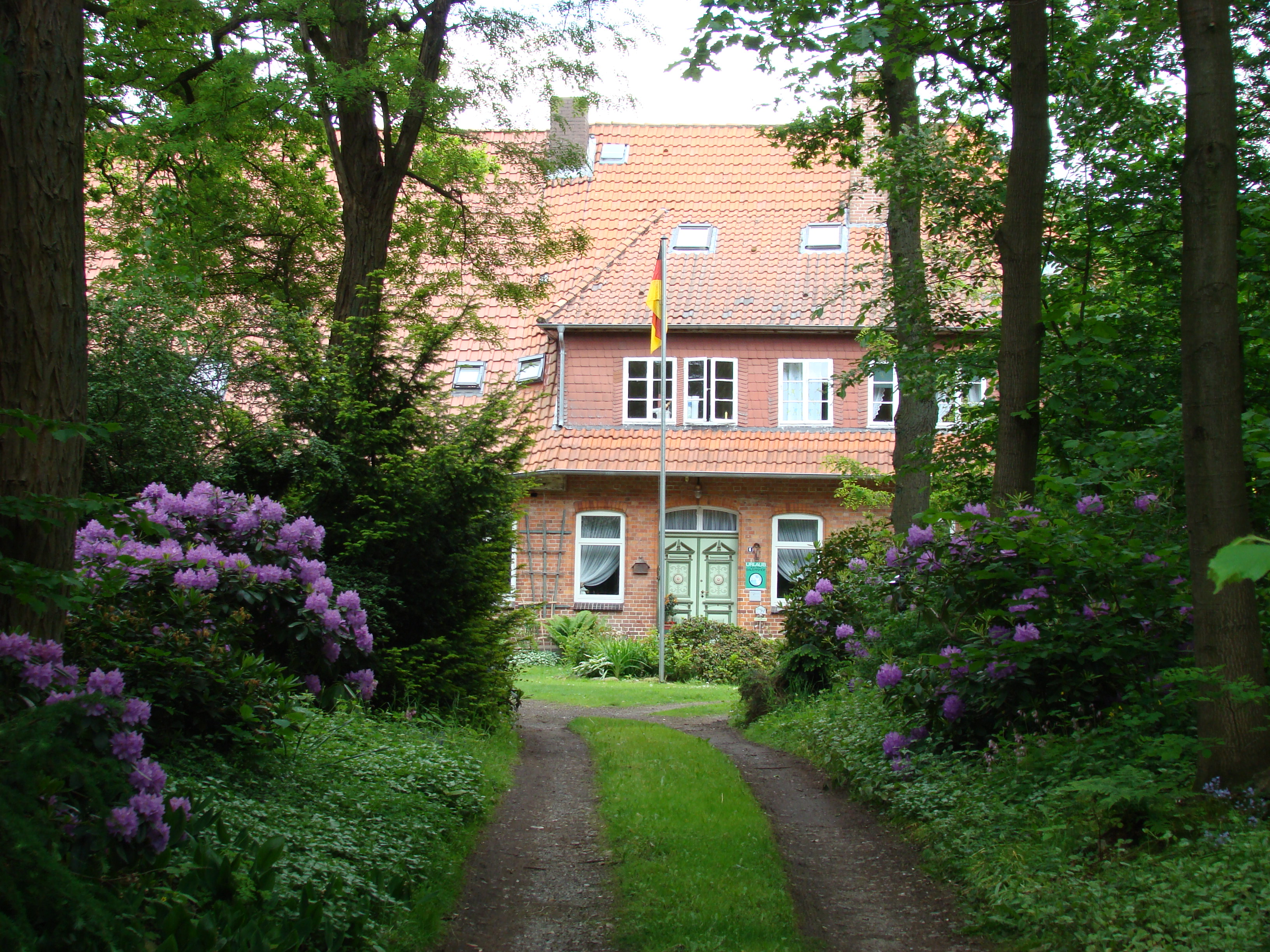
Bauernhof in Poitzen

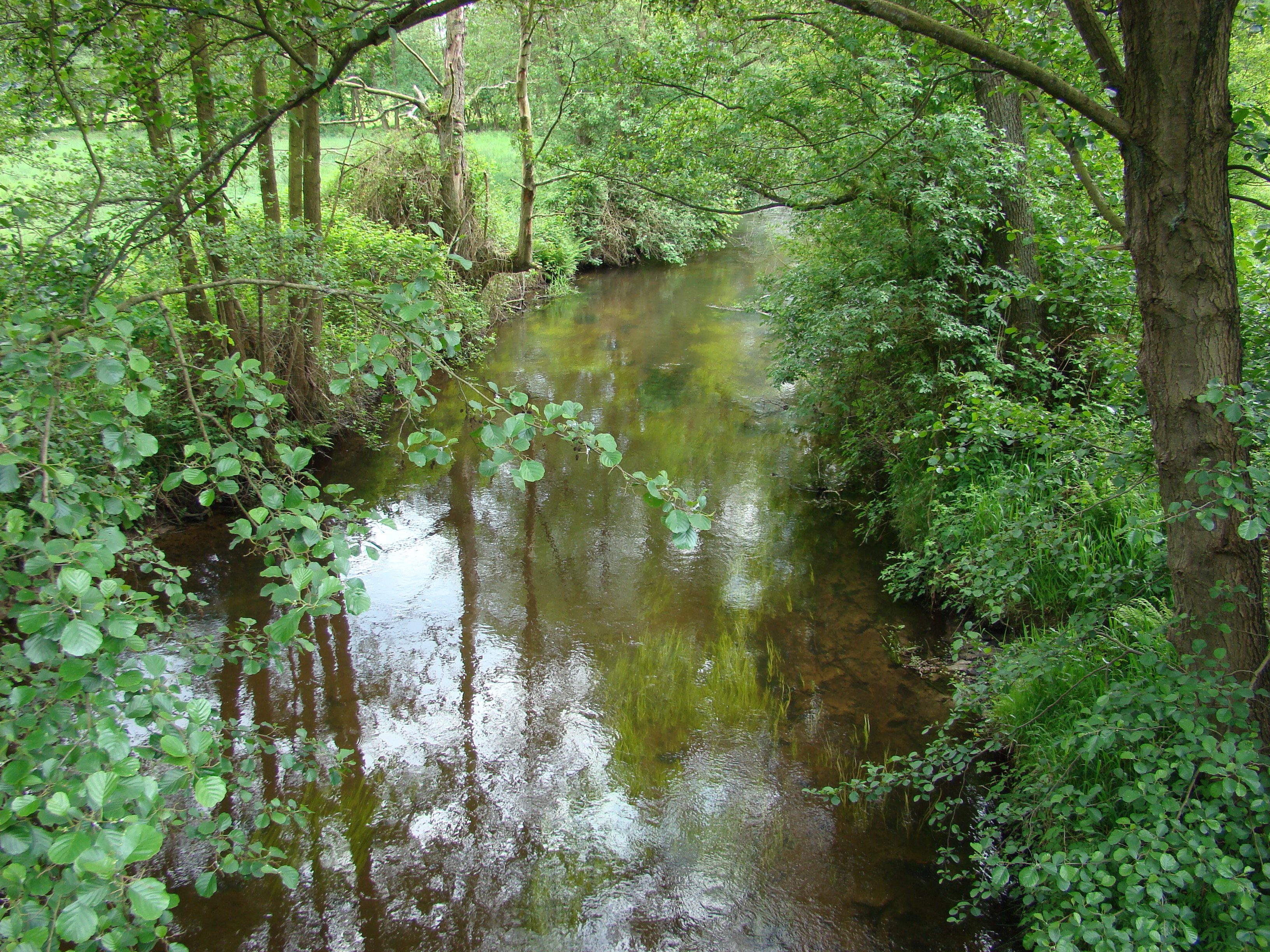
Die Örtze in Poitzen

Poitzen ist ein Ortsteil der niedersächsischen Gemeinde Faßberg im Landkreis Celle in der Lüneburger Heide.

## Geografie
Der Ort wird in nordsüdlicher Richtung von der Oertze durchflossen, in gleicher Richtung durchquert die L240 den Ort. Zu Poitzen gehören die Ortsteile Winterhoff, Hankenbostel und Gerdehaus.

## Geschichte
Die Ortschaft wurde um 1300 erstmals urkundlich erwähnt und hat sich im Laufe der Jahrhunderte nur wenig verändert. Zu den ältesten Höfen Poitzens gehören der Hemmehof und der Sebandshof. Beide tauchen in den Registern des Jahres 1563 auf, dem Jahr der großen Inventarisierung des Celler Landes und seiner Höfe.
Im Jahre 1910 wurde die Kleinbahnstrecke nach Munster (Örtze) durch Poitzen geführt, was aber nicht zu dem erhofften Aufschwung des Ortes führte. Erst nach dem Zweiten Weltkrieg hat sich der Ortsteil durch Zuzüge geringfügig gewandelt. Etwa 220 Menschen leben heute in dem neben der Landwirtschaft vor allem durch den Tourismus geprägten Dorf. Die Örtze fließt in Nord-Süd-Richtung durch Poitzen.
Am 1. Januar 1973 wurde die Gemeinde Schmarbeck eingegliedert. Am 1. Januar 1977 wurde die vormals selbständige Gemeinde Poitzen im Zuge der niedersächsischen Gebiets- und Verwaltungsreform nach Faßberg eingemeindet.

## Politik
Frühere Ortsvorsteher waren: 
- 0000–1987 Hans Joachim Heuer
- 1987–2002 Anita Hemme
- 2002–2011 Haymo Bachmann.

Ortsvorsteher von Poitzen ist Torsten Ahrens.

## Kultur und Sehenswürdigkeiten
In Poitzen finden sich teilweise sehr traditionsreiche Höfe, wie den „Eickhoff“, der 1410 erstmals urkundlich erwähnt wurde oder der „Lüthenhof“ von 1610.

Der Heidschnuckenweg führt über Poitzen, an der Örtze entlang Richtung Müden.

### Baudenkmäler
Siehe auch Baudenkmale in Poitzen

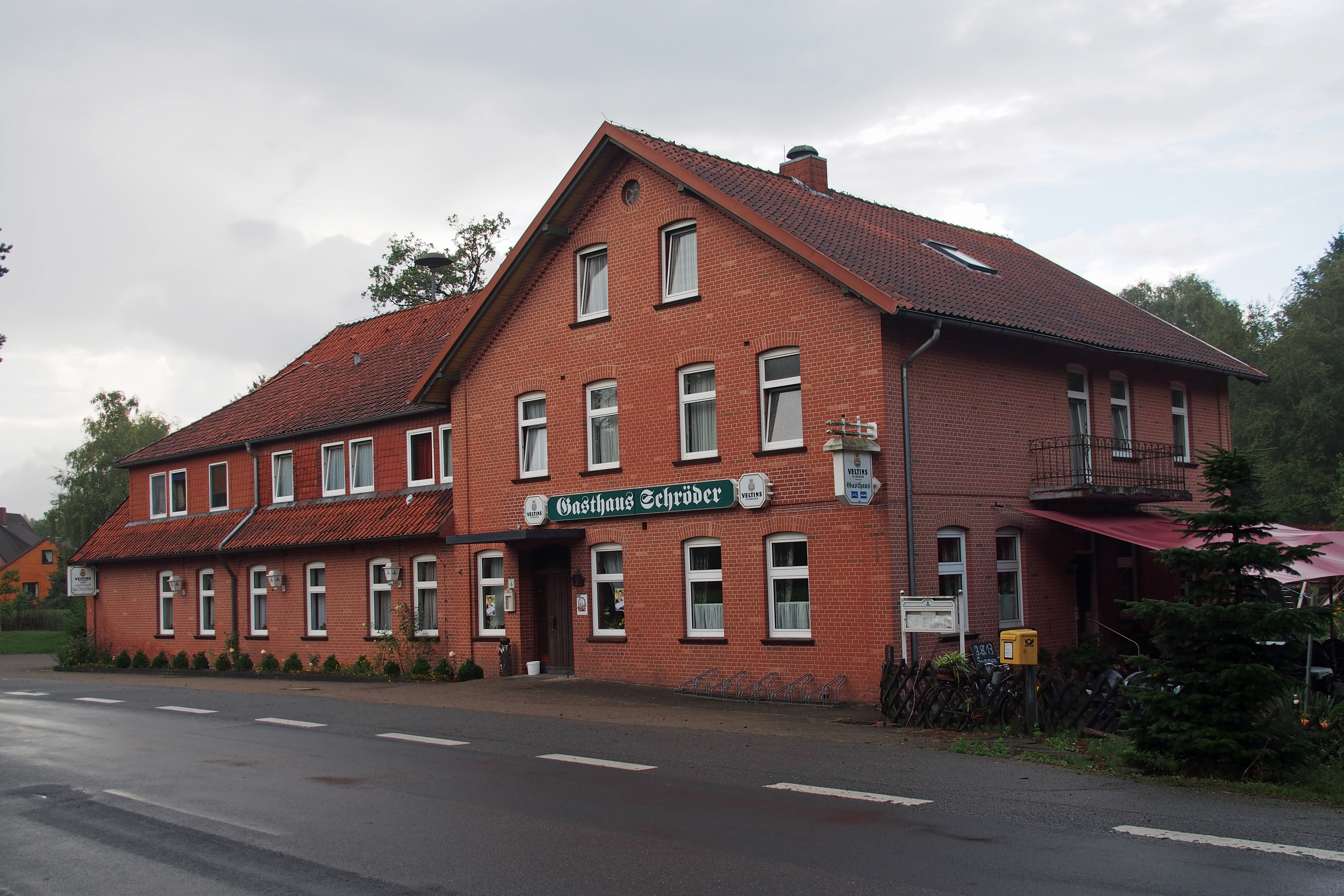
Ehemaliges Gasthaus
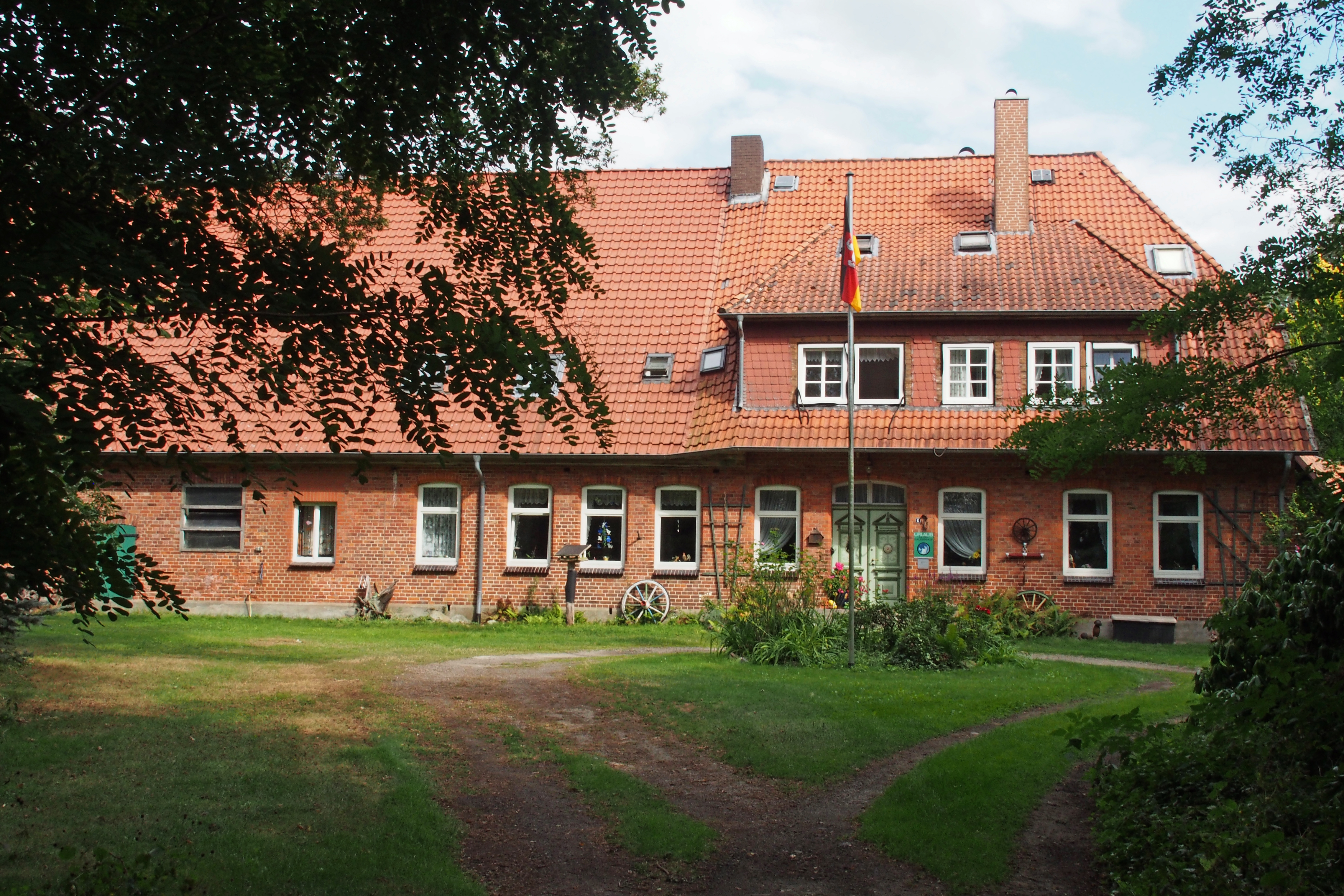
Eickhoff, Erwähnung 1410
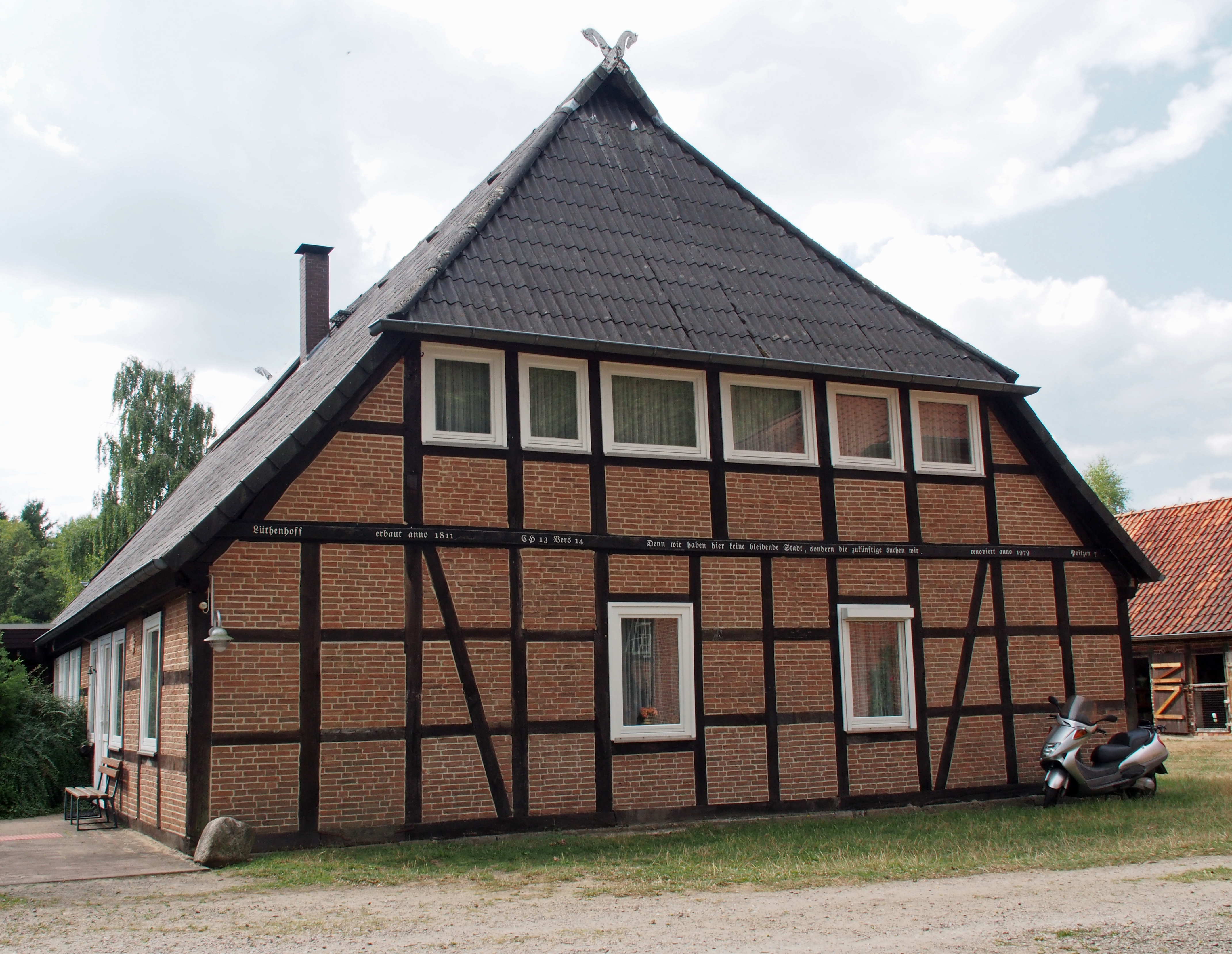
Lüthenhoff von 1610
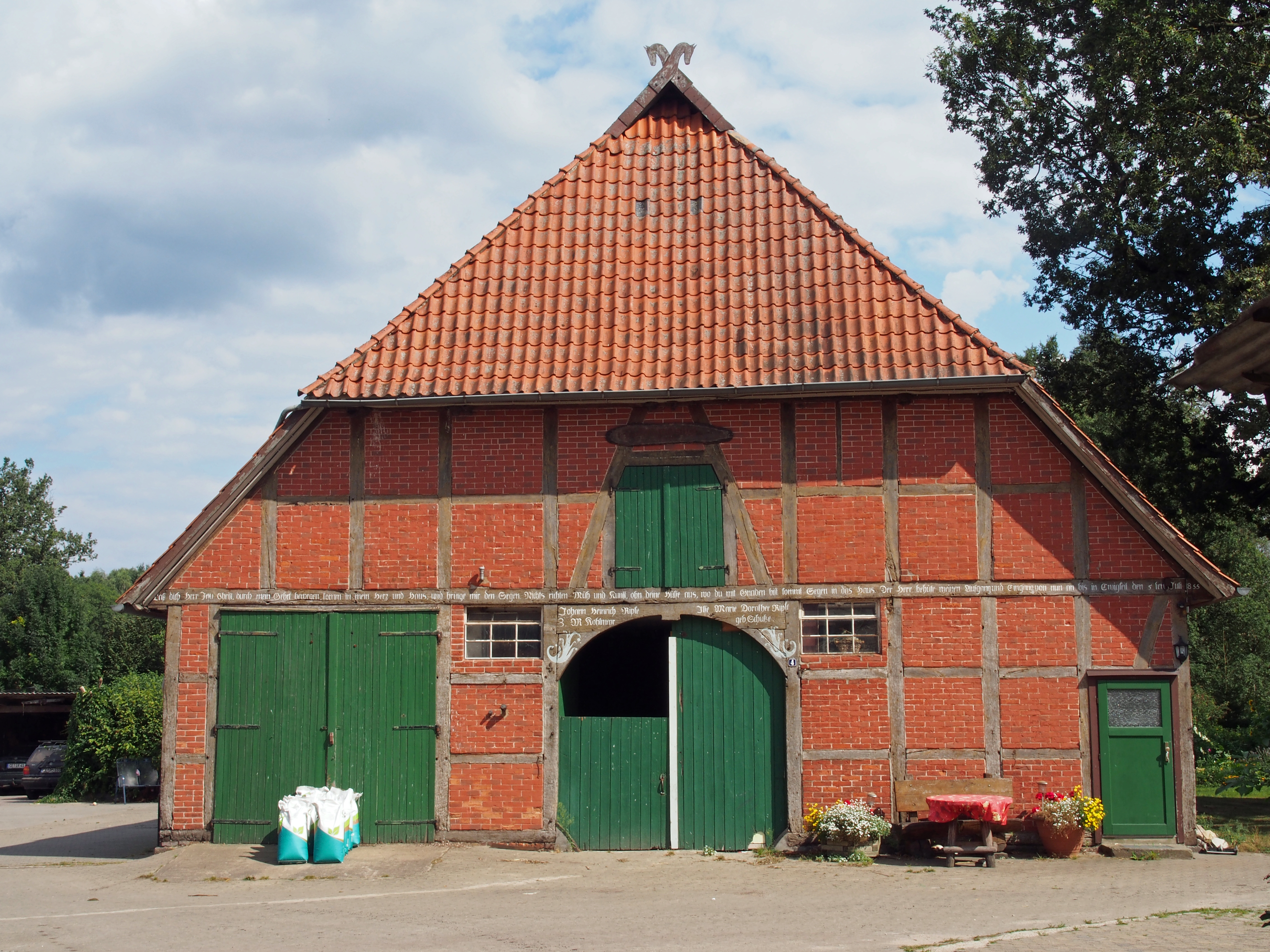
Wohn- und Stallgebäude von 1855